# Орбитальная скорость

Скорость кеплеровского движения небесного тела вокруг Солнца, а также её радиальная и поперечная компоненты (анимация).

Орбитальная скорость тела (обычно планеты, естественного или искусственного спутника, кратной звезды) — скорость, с которой оно вращается вокруг барицентра системы, как правило вокруг более массивного тела.

## Определение
В полярных координатах выражение для орбитальной скорости {\displaystyle v} при кеплеровском движении по коническому сечению (эллипсу, параболе или гиперболе) имеет следующий вид:
{\displaystyle v={\sqrt {{\frac {\mu }{p}}(1+2\varepsilon \cos \theta +\varepsilon ^{2})}},}
где:
{\displaystyle \mu } — гравитационный параметр, равный G(M + m) — в общей задаче двух тел, или GM — в ограниченной, где G — гравитационная постоянная, M — масса центрального тела, m — масса вращающегося тела;
{\displaystyle p} — фокальный параметр конического сечения (расстояние от фокуса до директрисы для параболы, отношение {\displaystyle b^{2}/a} — для эллипса и гиперболы);
{\displaystyle \varepsilon } — эксцентриситет ({\displaystyle 0<\varepsilon <1} для эллипса, {\displaystyle \varepsilon =1} для параболы, {\displaystyle \varepsilon >1} — для гиперболы);
{\displaystyle \theta } — истинная аномалия, угол между направлением из центра, расположенного в фокусе, на ближайшую к нему точку орбиты и радиусом-вектором вращающегося тела.
Орбитальная скорость также может вычисляться по общей формуле
{\displaystyle v={\sqrt {2\left({\frac {\mu }{r}}+\epsilon \right)}}={\sqrt {\mu \left({\frac {2}{r}}-{\frac {1}{a}}\right)}},}
где
{\displaystyle \mu } — гравитационный параметр,
{\displaystyle r} — расстояние между вращающимся телом и центральным телом,
{\displaystyle \epsilon } — удельная орбитальная энергия,
{\displaystyle a} — длина большой полуоси (или вещественной оси).
При этом
- эллиптические скорости {\textstyle v_{e}<{\sqrt {\mu \left({2 \over {r}}\right)}}} соответствуют движению по эллиптическим траекториям,
  - частным случаем эллиптической скорости является круговая, или первая космическая скорость;
- параболическая скорость {\textstyle v_{p}={\sqrt {\mu \left({2 \over {r}}\right)}}} соответствует движению по параболической траектории и называется также второй космической скоростью;
- гиперболические скорости {\textstyle v_{g}>{\sqrt {\mu \left({2 \over {r}}\right)}}} соответствуют движению по гиперболическим траекториям.

## Орбиты Земли
| Орбита                                      | Расстояние между центрами масс, км | Высота над поверхностью Земли, км | Орбитальная скорость, км/с               | Орбитальный период | Удельная орбитальная энергия, МДж/кг |
| ------------------------------------------- | ---------------------------------- | --------------------------------- | ---------------------------------------- | ------------------ | ------------------------------------ |
| Поверхность Земли, для сравнения            | 6 400                              | 0                                 | 7,89                                     | —                  | −62,6                                |
| Низкая околоземная орбита                   | 6 600—8 400                        | 200—2 000                         | круговая: 7,8—6,9 эллиптическая: 6,5—8,2 | 89—128 мин         | −29,8                                |
| Высокоэллиптическая орбита спутников Молния | 6 900—46 300                       | 500—39 900                        | 1,5—10,0                                 | 11 ч 58 мин        | −4,7                                 |
| Геостационарная орбита                      | 42 000                             | 35 786                            | 3,1                                      | 23 ч 56 мин        | −4,6                                 |
| Орбита Луны                                 | 363 000—406 000                    | 357 000—399 000                   | 0,97—1,08                                | 27,3 дня           | −0,5                                 |

## Солнечная система
| Планета (другое тело) | Орбитальная скорость, км/с |
| --------------------- | -------------------------- |
| Меркурий              | 47,36                      |
| Венера                | 35,02                      |
| Земля                 | 29,78                      |
| Марс                  | 24,13                      |
| Церера                | 17,88                      |
| Юпитер                | 13,07                      |
| Сатурн                | 9,69                       |
| Уран                  | 6,81                       |
| Нептун                | 5,43                       |
| Плутон                | 4,66                       |
| Хаумеа                | 4,48                       |
| Макемаке              | 4,41                       |
| Эрида                 | 3,43                       |
| Луна                  | 1,02                       |